# Тигран II
Тигра́н II (арм. Տիգրան Բ, др.-греч. Τιγράνης, лат. Tigranes), более известный как Тигран Великий (арм. Տիգրան Մեծ; 140 год до н. э. — 55 год до н. э.) — царь Великой Армении из династии Арташесидов, крупный полководец и завоеватель эпохи эллинизма, правивший в 95—55 гг. до н. э. При его правлении территория Великой Армении расширилась за свои традиционные границы, а страна стала сильнейшим государством к востоку от Римской республики. Имел титул «царь царей», уступленный парфянами после побед, одержанных над ними Тиграном, также после завоевания державы Селевкидов принимает титул селевкидских царей Θεός («бог»). Сын Тиграна I и внук Арташеса I.

## Начало царствования

### Международная обстановка
Во втором столетии до н. э., во многом определившем политическую ситуацию I века до н. э., на территории Малой Азии и большого Ближнего Востока происходят существенные геополитические изменения. На западе Малой Азии Римская республика медленно, но последовательно осуществляет аннексию одной страны за другой, обставляя этот процесс как добровольную передачу своих владений правителями этих стран Риму или признание его сюзеренитета. Это произошло с Вифинией, Пергамом, Каппадокией и прочими, несмотря на их военные традиции и многочисленные армии, включавшие сотни тысяч пехотинцев, десятки тысяч кавалеристов, сотни колесниц и большие флоты. На Ближнем Востоке государство Селевкидов смогло отчасти оправиться после поражения в войне с Римом (представители Рима в Сирии были убиты) и вступить в борьбу с Арменией и пришедшими из Центральной Азии парфянами.
Армянское государство уже в самом начале правления деда Тиграна царя Арташеса I по сообщению Страбона представляло собой настолько могущественное государство, что сам Ганнибал явился ко двору Арташеса I, надеясь с его помощью возoбновить борьбу с римлянами. К 179 г. до н. э. могущество Армении в результате завоеваний Арташеса возросло настолько, что армянский царь стал выступать арбитром в конфликтах правителей Малой Азии.
Исключительно высокий статус армянского царя как инстанции, разрешающей споры малоазийских властителей, подтверждается тем, что на определённом этапе истории функции по арбитражу споров правителей Малой Азии исполнялись также и римским Сенатом.
В 161—160 гг. до н. э. Арташес активно поддержал восстание селевкидских сатрапов Мидии и Вавилонии, которую возглавлял Тимарх (сатрап), фактически отпавших от державы Селевкидов, сыграв таким образом важную роль в процессе ослабления и распада этой страны, что сделало возможным последующее присоединение селевкидского государства к Армянской империи. По оценкам авторов Большой российской энциклопедии, победы Арташеса I в столкновениях с Аршакидами, Римом и Селевкидами упрочили положение Армении и позволили ей стать ведущей державой Малой Азии и Закавказья. В конце II века до н. э. сын Арташеса I царь Артавазд I, продолжая завоевательную политику отца, на начальном этапе своей военной кампании потеснил парфян в северо-западных районах Иранского нагорья в период между правлением парфянского царя Артабана II и началом правления Митридата II Парфянского. В тот момент обе державы проходили консолидацию и развивались за счет проведения войн. Армянский царь Тигран I (годы правления 115—95 гг. до н. э.), являющийся предшественником Тиграна II, отразил все многочисленные нападения парфян, руководимых самим Митридатом II, о чём Страбон сообщает следующее:
Парфяне овладели странами вавилонян, но не Арменией. Хотя нападения происходили часто, страна не была побеждена силой.
Таким образом, к началу I века до н. э. Тигран II восходит на трон могущественной восточной державы, сформированной за почти столетие до Тиграна II создателем армянского великодержавия эпохи эллинизма — царем Арташесом I, а также вкладом Артавазда I, Тиграна I

### Восхождение на престол
Тигран Великий был сыном Тиграна I, младшего сына основателя династии Арташесидов Арташеса I. Родившись около 140 года до нашей эры, Тигран в молодости провёл долгие годы в качестве заложника при дворе царя Митридата II Парфянского, нанёсшего армянам поражение в 120 году до н. э. При этом о каком-либо сюзеренитете Митридата II над Арменией античные авторы ничего не сообщают.
После того, как в 95 году до нашей эры царский трон опустел (по одним источникам, после смерти дяди Тиграна II, царя Артавазда I, не оставившего наследников, по другим — в связи со смертью царя Тиграна I, отца Тиграна II), Тигран выкупил свою свободу у парфян, отдав им 70 плодородных долин в районе современного северо-восточного Ирана и был возведён парфянами на армянский трон.
Взойдя на престол, Тигран II начинает объединение Армении. В первую очередь, царь вернул 70 долин, которые он вынужден был отдать парфянам за свою свободу. На возвращении долин Тигран II не остановился и, как сообщает Страбон, «даже опустошил их собственную страну — области около Нина и Арбел». Историк Манандян Я. А. пишет, что «Тиграном была завоёвана и область Большой Ахбах, расположенный вокруг нынешней Башкалы». К 90-м гг. до н. э. энергичному армянскому правителю удалось сделать то, чего не смогли сделать его предшественники: объединить Западную и Восточную Армению.
В 94 году до н. э. Тигран присоединил к своему государству соседнюю Софену, а после, в том же году и Кордуену (Кордвац) .
Тигран считал себя арием по вере и наследию, поскольку его предок Арташес I претендовал на родство с Оронтидами.
Тигран имел шестерых детей, трое из которых породнились с парфянской царской династией. Одна из дочерей Тиграна носила имя Ариязат, состоящее из двух иранских элементов «ария» — иранский и «зат» — рождённая и означающее «дочь иранца». Если это предположение верно, то имя, которое он дал своей дочери, является единственным свидетельством того, что армяне когда-то считали себя ариями. Позже обнаружилось, что дочь при рождении звали Аутома. Об этом известно из датированного 88 годом до н. э. пергамента из Авромана в иранском Курдистане.
Тигран II был последователем маздаизма.

## Внешняя политика и завоевания
В 94 году до н. э. Тигран заключил военно-политический союз и породнился с понтийским царём Митридатом VI, женившись на его дочери Клеопатре. Согласно этому договору, покорённые города и области Каппадокии должны были достаться Митридату, пленные же и движимое имущество — Тиграну. Цари также условились, что Тигран подчинит себе Сирию и территории на востоке, вглубь Передней Азии, а Митридат — Малую Азию.

Империя Тиграна Великого. Оранжевым цветом — собственно Великая Армения

## Военная кампания в Каппадокии
Война с Каппадокией началась в 93 году до н. э., каппадокийский царь Ариобарзан I сразу же бежал в Рим, и Тигран II посадил на его место Гордая. Эта военная кампания привела Тиграна к конфликту с римскими интересами и стала первым военным противостоянием с Римской республикой, в результате которого к армянскому царству был присоединён регион Малатья. В 92 году до н. э., посланный римским сенатом полководец Луций Корнелий Сулла вытеснил вторгшуюся в Каппадокию армянскую армию полководцев Багоя и Митриаса и восстановил Ариобарзана I на каппадокийском престоле[3]. В период 93-91 годов до н. э. Тигран трижды вторгался в Каппадокию, то пытаясь утвердить в ней своего ставленника, то просто грабя и разоряя страну. При этом в 92 году до н. э. на стороне римлян выступили парфяне, что подтверждается сообщением античных авторов. Так, Плутарх сообщает следующее:
Когда Сулла стоял у Евфрата, к нему явился парфянин Оробаз, посол царя Арсака. До тех пор оба народа ещё не соприкасались друг с другом; видимо, счастью своему Сулла обязан и тем, что первым из римлян, к кому обратились парфяне с просьбой о союзе и дружбе, оказался именно он. Рассказывают, что Сулла поставил три кресла — одно для Ариобарзана, другое для Оробаза, третье для себя — и во время переговоров сидел посредине.
Таким образом, на встрече Суллы с послом парфянского царя присутствовал царь Каппадокии Ариобарзан, незадолго до этого изгнанный Тиграном со своего престола. При этом парфянский царь предложили союз и дружбу Сулле, с которым Тигран вел войну за Каппадокию. Также Плутарх сообщает, что римское войско было немногочисленно, но Сулла получил активную поддержку местных союзников. Эти обстоятельства, вероятно, способствовали в самом ближайшем будущем (сразу после окончания или параллельно с Каппадокийской кампанией) началу уже армяно-парфянской войны, в которой Парфянская империя была разгромлена Тиграном. Инициирование парфянами заключения римско-парфянского союза имело колоссальное значение для античной истории. Так, Армения, находящаяся в зените своей мощи, и являющаяся сильнейшей из сторон армяно-понтийского союза, осуществила радикальный разворот вектора экспансии на Восток, обрушившись на своего соседа — Парфянское царство, фактически нарушившего армяно-парфянский союз. При этом Митридат Понтийский единолично в рамках первой войны с римлянами сумел на определенном этапе (до поражений, нанесенных ему Суллой) занять западные районы Малой Азии и ворваться в Европу, заняв Афины. Остаётся исторической загадкой возможный ход истории в случае участия несравненно больших сил Тиграна в походе в западные районы Малой Азии и в Европу.
За время своего многолетнего правления армянский монарх в контексте борьбы с римлянами будет вторгаться в стратегически важную Каппадокию, по меньшей мере, в 90-е годы до н.э., 70-е годы до н. э. (угнав триста тысяч жителей в новую столицу своей империи Тигранакерт), 60-е годы до н. э., громя в последнем случае римского полководца Лукулла на обширных территориях Малой Азии, в том числе в Понте и Каппадокии. Примечательно, что вторжения армянского владыки в подвластную римлянам Каппадокию в 90-е годы до н.э. происходили до того, как в Риме разразилась Союзническая война (91—88 гг. до н. э.) и до начала Гражданской войны марианцев и сулланцев в Риме (88—87 гг. до н. э). Последовавшая же Первая Митридатова война (89—85 гг. до н. э.) началась в условиях гражданского противостояния в Римской республике.

## Иберия и Кавказская Албания
После похода в Каппадокию Тигран решил расширить своё царство за счёт соседних кавказских областей. В 91—87 годах до н. э. в состав Армении вошли соседние территории Иберии, на трон которой ещё Арташесом был посажен армянский царевич, и Кавказской Албании. Таким образом Тигран создал необходимые предпосылки для схватки с основным соперником — Парфянской империей.

## Покорение парфян
Следующая военная кампания, по свидетельству Плутарха и других эллинистических авторов, приводит к покорению парфян.
Плутарх сообщает следующее:

Когда Тигран начинал, его возможности и планы были совсем ничтожны, а теперь он покорил множество народов, сломил, как не удавалось ещё никому другому, мощь парфян и переполнил Месопотамию греками, которых он во множестве насильно переселил туда из Киликии и Каппадокии. Из других народов он согнал с прежних мест также кочевые племена арабов, которых поселил поближе к своей столице, чтобы использовать их для торговых надобностей
В 91—90 гг. до н. э. Тигран начал успешную войну на востоке против парфянского царя Митридата II Великого, признанного одним из величайших царей в истории Парфии и всего Востока. Историки приходят к выводу, что вероятной причиной нападения Тиграна на Парфию могли стать переговоры, состоявшиеся в 92 г. до н. э. между послами Митридата II Парфянского и римским полководцем Суллой, с которым армянский царь вел войну за Каппадокию. По результатам этих переговоров впервые были установлены отношения между римлянами и парфянами, несмотря на последующую казнь парфянского посла Оробаза, обвинённого своим царём в том, что посол не сумел дать отпор вызывающему поведению Суллы во время переговоров. Несмотря на унижение парфянской стороны, поставленной Суллой во время переговоров на один уровень с подвластными Риму каппадокийцами, во время одной из армяно-римских войн за Каппадокию (93—91 гг. до н.э.) парфяне выступили на стороне римлян, что по сути подтверждают античные авторы. Так, Плутарх сообщает следующее:
Когда Сулла стоял у Евфрата, к нему явился парфянин Оробаз, посол царя Арсака. До тех пор оба народа еще не соприкасались друг с другом; видимо, счастью своему Сулла обязан и тем, что первым из римлян, к кому обратились парфяне с просьбой о союзе и дружбе, оказался именно он. Рассказывают, что Сулла поставил три кресла — одно для Ариобарзана, другое для Оробаза, третье для себя — и во время переговоров сидел посредине. Оробаза парфянский царь впоследствии за это казнил, а Суллу одни хвалили за то, что он унизил варваров, а другие хулили за наглость и неуместное тщеславие.
Античные источники, таким образом, сообщают, что во время встречи Суллы с парфянами присутствовал каппадокийский царь Ариобарзан, у которого незадолго до римско-парфянских переговоров Тигран отобрал трон. Сулла, по сообщению Плутарха, в войне против армян получил активную поддержку местных союзников; парфянами будущему римскому диктатору были предложены союз и дружба.
До указанных римско-парфянских переговоров Тигран сохранял союзнические отношения со своим родственником Митридатом II Парфянским (последний был женат на дочери Тиграна, известной под именем Арьязат).
На первом этапе интервенции Тигран отвоевал у парфян обратно 70 долин, уступленных им в качестве выкупа за своё освобождение. Также была взята область Ахбак в Атропатене. Армянское царство династии Арташесидов ранее имело опыт ведения войн в северо-западных районах Иранского нагорья, а этот регион, как театр военных действий был известен Тиграну с юности, поскольку он мог участвовать в военных кампаниях своего дяди — армянского царя Артавазда I, ведшего войны с Парфянским царством и потеснившего парфян на начальном этапе боевых действий в период между правлением парфянского царя Артабана II и вступлением на престол Митридата II Парфянского. Далее армянский царь совершил поход против Адиабены и подверг опустошению районы Ниневии и Арбелы, покорив Атропатену Адиабену, Гордиену, Осроену, а также Верхнюю Месопотамию, включая стратегически важный и богатый Нисибин (как сообщает Страбон)
После 90 г. до н. э. Тигран продолжает вторжение из Атропатены в глубь Парфии. Тигран двинулся на юг и захватил летнюю резиденцию парфянских царей город Экбатаны, ставший со 144 года до н.э. и до времен Тиграна II основной столицей Парфии, и уступивший первенство городу Ктесифону только в середине I века до н.э. После завоеваний в Парфии армянский царь обретает титул "царя царей", ранее принадлежавшего Митридату II Парфянскому. Самим Митридатом II Парфянским этот титул был принят в 109 г.д.н.э.
Преемник Митридата II царь. Готарз, бывший внуком царя Фрияпата, по свидетельству Юстина, Страбона и других эллинистических историков отказался от титула «царь царей» в пользу Тиграна. По результатам войны парфяне уступают Армении всю Месопотамию. В дальнейшем некоторое время монархи Парфии титуловались просто как «царь Парфян». Это подтверждают нумизматические данные.
Страбон следующим образом описывает завоевания Тиграна в Парфии :

…Вначале он жил заложником у парфян; затем ему удалось получить от них дозволение вернуться на родину, причём парфяне взяли выкуп — 70 долин в Армении. Потом, усилив своё могущество, Тигран не только отнял у парфян эти области, но даже опустошил их собственную страну — области около Нина и Арбел. Далее, он покорил властителей Атропатены и Гордиеи и с их помощью остальную часть Месопотамии
После победы Тиграна над парфянами его власть над собой признали кочевые арабские племена, жившие в южной Месопотамии на берегу Вавилонского моря (Персидского Залива). Вожди сако-массагетских племён, обитавшие в районе Аральского моря, прислали послов ко двору Тиграна для заключения союза.
В период политической гегемонии Армении в Передней Азии на парфянском престоле, в соответствии с имеющимися нумизматическими данными, сменились следующие монархи: Готарз I (91 до н. э. — 81 до н. э.), Ород I (80 до н. э. — 77 до н. э.), Сантрук (77 до н. э. — 70 до н. э.), Фраат III (70 до н. э. — 57 до н. э.). Десятилетия спустя Гней Помпей Великий, выступая арбитром между Тиграном II и своим союзником царём Парфии Фраатом III (70—57 гг. до н. э.), сохраняет, казалось бы, вновь перешедший к парфянам титул «царя царей» за Тиграном.
За год до указанных событий, в 67 году до н. э., вторгшаяся в Армению и пришедшая на помощь мятежному армянскому царевичу, восставшему против Тиграна, парфянская армия была вновь разгромлена и обращена в бегство армянским монархом.

## Завоевание державы Селевкидов

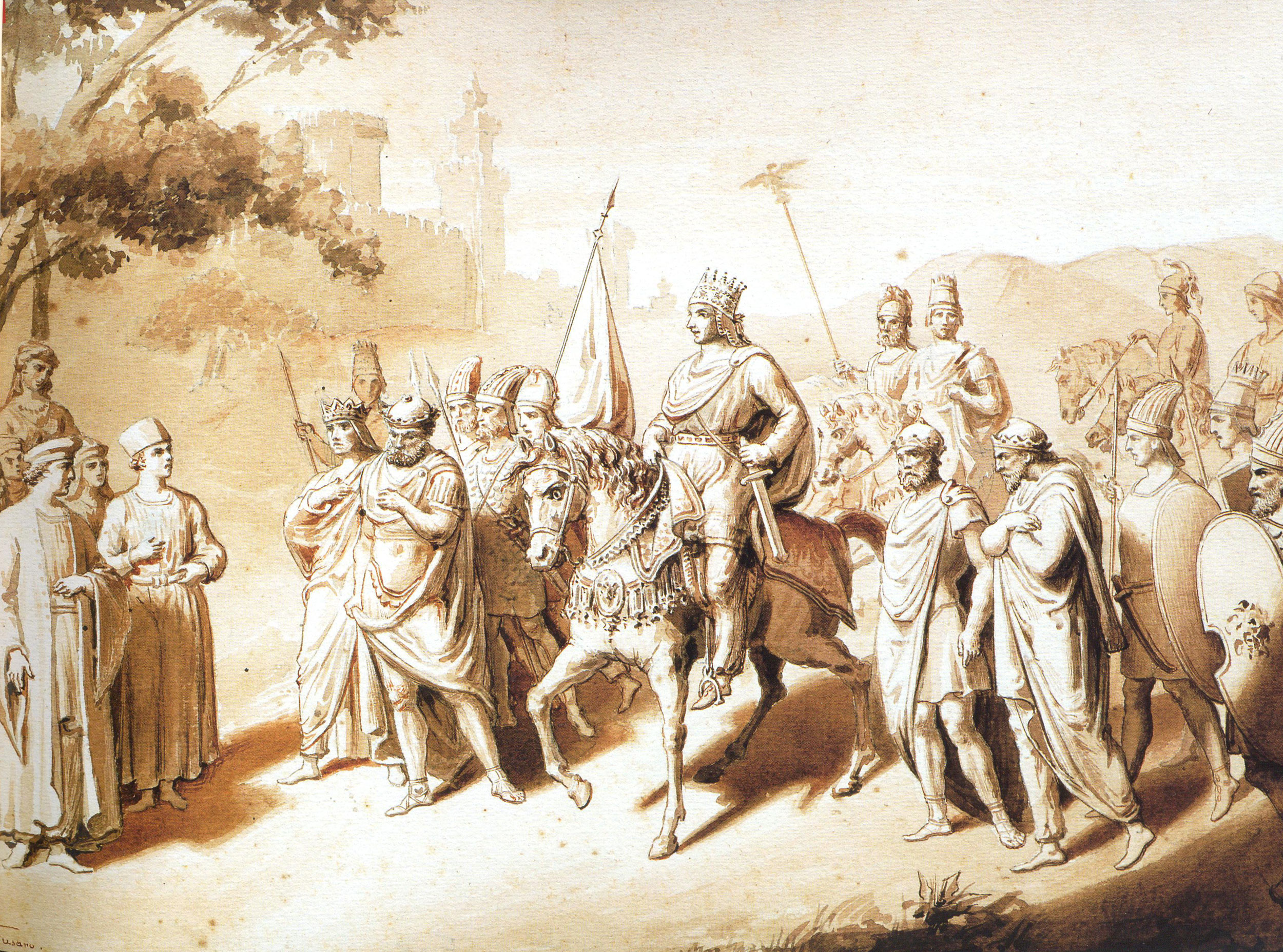
Тигран II и четыре царя-вассала

Перейдя реку Тигр, Тигран II захватывает города Эдессу и Нисибис. Только река Евфрат отделяла владения Тиграна II от стран, находившихся под властью Селевкидов.
На западном направлении Тигран II не встретил никакого сопротивления. После взятия Коммагены войска Тиграна II беспрепятственно вошли в Сирию.
Историк Р. Л. Манасерян, опираясь на сведения Иосифа Флавия, Диона Кассия и Плутарха, делает вывод о том, что «в 83 г. Тигран был добровольно призван населением Сирии, его воцарение носило мирный характер». О могуществе Тиграна II, который принял титул «царя царей», мы можем прочитать у Плутарха: «Когда Тигран начинал, его возможности и план были совсем ничтожны, а теперь он покорил множество народов, сломил, как не удавалось ещё ни одному другому, мощь парфян… При нём находилось много царей на положении слуг, а четырёх из них он постоянно держал подле себя в качестве провожатых или телохранителей: когда он ехал на коне, они бежали рядом в коротеньких хитонах, а когда сидел и занимался делами — становились по бокам, скрестив руки на груди».
Падение государства Селевкидов, отстранение правящей династии Селевкидов представителями местной аристократии поставили вопрос о власти в бывшем государстве Селевкидов.
Поначалу на трон Селевкидов предполагалось пригласить египетских Птолемеев или Митридата VI Евпатора, однако кандидатура Тиграна II оказалась предпочтительнее. В 83 году до н. э. в столице Селевкидов — Антиохии, Тигран II Великий был провозглашён царём Сирии.
Армянские войска продолжили наступление на южном направлении, захватив Ливан (Финикию), они подошли к границам Палестины. Далее, по свидетельству греко-римского автора Аппиана, армянские войска дошли до Египта.
Гней Помпей Трог сообщает следующее:

Взаимная ненависть между братьями, а затем и между их сыновьями, унаследовавшими вражду родителей, привела к непрерывным войнам, которые довели и Сирийское царство и его царей до полного ничтожества, и в конце концов народ прибег к помощи извне и начал подыскивать себе царя из чужестранцев. Одни считали, что надо призвать Митридата Понтийского, другие — Птолемея Египетского. Но случилось так, что Митридат был занят в то время войной с римлянами; Птолемей же всегда был врагом Сирии. Поэтому все сошлись на царе Армении, Тигране, который, помимо того что имел собственные вооруженные силы, был вдобавок в союзе с Парфянским царством и в свойстве с Митридатом. Итак, призванный на сирийский престол, он в течение семнадцати лет правил совершенно безмятежно. Он не тревожил войнами других, и его никто не тревожил, так что не было у него необходимости воевать.— Эпитома сочинения Помпея Трога «История Филиппа» КНИГА XL

## Вторая каппадокийская кампания
Спустя без малого два десятилетия после своей каппадокийской кампании 90-х годов до н.э. Тигран II в 77 году до н. э. совершает очередное вторжение в проримскую Каппадокию, и выводит оттуда около трехсот тысяч человек. Их поселили в окрестностях отстраивающейся столицы Армянской империи - города Тигранакерта. При этом многие каппадокийцы, насильно переселённые в Армению и составившие значительную часть населения новой армянской столицы, в будущем не смогли вернуться на родину. Указанный поход оказал помощь понтийцам и отсрочил очередное наступление римлян на Понт. Аппиан пишет, что этот поход был осуществлен по просьбе Митридата Понтийского.
Аппиан сообщает следующее об этом походе Тиграна:

Митридат подговорил своего зятя Тиграна напасть на Каппадокию как бы по собственной инициативе. Эта хитрость не укрылась от римлян; армянский царь, полонив Каппадокию, вывел в Армению до 300.000 человек и поселил их вместе с другими в местности, где он впервые надел на себя корону Армении и которую он по своему имени назвал Тигранокертой, а это должно означать «город Тиграна»

## Римская Киликия,Солы
В 70-е годы д.н.э. Тигран также совершает поход в центральные районы Киликии, находившиеся со времен Суллы (занимал пост губернатора "Суровой Киликии") в орбите влияния Рима, разрушив при этом знаменитый и богатый античный город Солы, находившийся на границе двух Киликий — Трахеи и Педиады, поблизости от реки Липарис (современная река Мезитли, тур. Mezitli Çayı), к северо-востоку от реки Лам (ныне Ламас). Население города было насильно переселено в Тигранакерт.
Военные кампании Тиграна в Малой Азии и Киликии стали апогеем доминирования Великой Армении на западном направлении. Так, современник этих событий и одна из величайших фигур в истории западной цивилизации Марк Туллий Цицерон, отмечал, что Тигран заставил Рим трепетать перед силой своего оружия. Цицерон был хорошо осведомлен об этом регионе не только потому, что был современником Тиграна и его приемника Артавазда II, но и потому, что занимал в 50-51 году д.н.э. должность наместника в восточных провинциях Рима, готовясь отразить очередное армянское вторжение в Каппадокию и Киликию под руководством армянского царя Артавазда II, вновь захватившего Софену и Малую Армению после провала парфянского похода Марка Красса.

## Иудея, Палестина и Набатея
В 71 году до н. э. войска Тиграна разбили армию царя набатеев Арету III, вновь захватили восставшие финикийские города и дошли до Птолемаиды (современный Акко). В соответствии с армянскими и еврейскими источниками Тигран II, доходивший в своих завоеваниях, по свидетельству греческого александрийского историка Аппиана, до Египта., взял в плен множество евреев. 10 тыс. из них царь депортировал в Армению и поселил в городе Армавир и в селении Вардкес на берегу реки Касах. Еврейские семьи, депортированные в Армению, поселились также в городах Арташат, Вагхасабат, Ервандашат, Сарехаван, Сарисат, Ван, и Нахичевань.

## Война с римлянами

### Битва при Тигранакерте
Родство с Митридатом VI Евпатором вовлекло Тиграна в войну с римлянами. Осенью 73 года до н. э. войско Лукулла вступило в Понтийское царство, а в 72 году до н. э. Митридат, окончательно побеждённый римлянами в битве под Кабирой, был вынужден искать защиты у Тиграна, который отказался его выдать. По мнению армянского историка Якова Манандяна, Тигран не только не готовился к войне с римлянами, но и был занят исключительно продолжением строительства Тигранакерта. Этот оптимизм и бездействие Тиграна во время Третьей Митридатовой войны, по мнению Манандяна, стали его крупной политической ошибкой, повлёкшей за собой роковые последствия для его государства. Тигран не должен был допустить, в собственных же интересах, крушения Понта и должен был ещё до сражения под Кабирой оказать своему тестю, Митридату VI, помощь, предоставив ему вспомогательные войска.
В 69 году до н. э. римский полководец Лукулл форсированным маршем прошёл через Каппадокию, переправился через Евфрат и вторгся в Армению. Римляне успешно форсировали Тигр и подошли к Тигранакерту. Стражи Тигранакерта под руководством Манкея успешно отбивали атаки Лукулла. По словам римского историка Диона Кассия, защитники города причинили римлянам серьёзный ущерб стрельбой из луков, а также тем, что облили нефтью и подожгли их осадные машины. Поход Лукулла был настолько стремительным, что Тигран узнал о нём с большим опозданием. В это время он пребывал в Арташате, а основные войска армян в Палестине и на севере Аравии. Едва пришла весть о начале войны, как враги уже подступили к стенам его столицы. Когда Тигран узнал о вторжении Лукулла в Армению, он выслал вперёд отряд из 3 тысяч всадников (Аппиан сообщает о 2-тысячной коннице) под руководством Меружана (Плутарх и Аппиан называют его Митробарзаном), приказав ему задержать продвижение римлян, однако Меружану этого сделать не удалось. По словам Аппиана, при первом же столкновении Лукулл тотчас же обратил в бегство Митробарзана, тогда как Плутарх сообщает, что Митробарзан пал с оружием в руках во время сражения. Оставив сильный гарнизон в Тигранакерте, Тигран отправился собирать войско по областям Армении. Непосредственно сражение с римлянами произошло 6 октября 69 до н. э. вблизи Тигранакерта. Сведения о численности войск Лукулла и Тиграна, участвовавших в сражении, черпаются из древних римских и малоазиатских источников. Так, оценивая количество войска Лукулла, римские источники, Плутарх и Фронтин, сообщают о 14—15 тысячах воинов. Войско Тиграна по оценке Плутарха и Аппиана составляло 265—300 тысяч, согласно Мемнону и Флегону Тралльскому — 70—80 тысяч воинов. Изначально борьба была равной, однако скрытая Лукуллом римская кавалерия решительно атаковала многочисленные, но весьма пёстрые, войска Тиграна. После чего огромные разноплеменные силы армянского царя, состоявшие, в основном, из крестьянских войск и сырых рекрутов, обратились в бегство. Сам город Лукуллу взять штурмом не удалось. Ворота столицы Великой Армении были предательски открыты находящимися в Тигранакерте греческими наёмниками, а также восставшими массами, согнанными армянским царём царей со всех окраин его огромной империи. В результате огромный и богатый город стал добычей римлян и был разграблен. Эллинистические авторы приводят данные, говорящие о величайшем богатстве армянской столицы, позволившем в будущем Лукуллу устраивать знаменитые и поражавшие современников «Лукулловы пиры».
Аппиан сообщает следующее:

Тигран, собрав 250 тыс. пехоты и всадников около 50 тыс., послал из них около 6 тыс. в Тигранокерту; они прорвались через укрепления римлян к гарнизону и, забрав жен царя, вновь возвратились. С остальным войском сам Тигран двинулся на Лукулла. Митридат, впервые встретившийся тогда с ним, советовал ему не вступать с римлянами в сражение, но, окружая их одной только конницей и опустошая землю, постараться довести их до голода тем же способом, как и сам он под Кизиком, доведенный Лукуллом до истощения, потерял без битвы все свое войско. Тигран, посмеявшись над таким его военным планом, двинулся вперед, готовый вступить в сражение. Увидав малочисленность римлян, он с насмешкой сказал о них: «Если это послы, то их много, если же враги, то их чересчур мало». Лукулл, увидав позади Тиграна удобный холм, приказал коннице нападать на Тиграна с фронта, привлекать (внимание неприятеля) на себя и без сопротивления отступать, чтобы ряды варваров при преследовании расстроились; а сам с пехотой незаметно окольными путями двинулся на этот холм. И когда он увидал врагов, растянувшихся в преследовании на большое пространство и чувствовавших себя как бы победителями, а весь их вьючный скот у себя под ногами, Лукулл громко воскликнул: «Наша победа, о мои храбрые воины!» и первый бегом бросился на вьючный скот. Животные тотчас в беспорядке бросились бежать и навалились на пехоту, а пехота на конницу. Сразу бегство стало всеобщим: те, которые в пылу преследования были увлечены на большое расстояние, когда римские всадники, повернувшись, напали на них, были уничтожены, в ряды других ворвались подгоняемые вьючные животные; как обычно бывает при таком множестве, все сталкивались друг с другом, и так как никто не знал, откуда идет на них гибель, то произошло страшное избиение, ибо никто ничего не забирал: с большими угрозами Лукулл запретил им это, так что на расстоянии 120 стадий они, проходя без внимания мимо браслетов и ожерелий, только убивали, пока не настала ночь. Только тогда они повернули назад и стали обирать убитых; теперь Лукулл им разрешил это.
Видя со стен Тигранокерты произошедшее поражение, Манкей разоружил всех греков, которые служили у него наемниками, подозревая их (в готовности изменить); они же, боясь ареста, ходили все вместе с палками в руках и вместе же ночевали; а когда Манкей направил против них вооруженных варваров, то они, намотав платье на левую руку вместо щитов, смело напали на них; оружие убитых они распределили между собой. Когда они по возможности собрали его достаточно, они захватили часть стены между двумя башнями и стали звать римлян, находившихся вне стен, и принимали их, когда они поднимались на стену.

Так была взята Тигранокерта и было разграблено много богатств, так как город был выстроен недавно и заселен с великолепием.— Аппиан. Римская история. Митридатовы войны.
В ходе сражения под стенами Тигранакерта 6 октября 69 г. до н. э. Тигран II потерпел поражение. По мнению А. Я. Манандяна, поражение армянского царя «сильно преувеличено как в римских, так и в новейших исторических трудах. Сражение это, в действительности, вовсе и не было кровопролитной битвой: оно в самом же начале закончилось беспорядочным отступлением без боя армии Тиграна». Падение державы Тиграна II начинается с поражения под Тигранакертом, а завершается походом Помпея, который принудил Тиграна II к соглашению, по которому от Армении отпадали Сирия, Финикия, Киликия, Галатия и Софена.

### Битва при Артаксате (Евфрате)
Битва при Артаксате произошла в 68 году до н. э. между войсками Римской республики и Армянского царства близ Артаксаты (Арташат). Римлян возглавлял консул Луций Лициний Лукулл, предводителем армян был Тигран II, который укрывал царя Митридата VI Понтийского. При попытке взять Артаксаты в 68 году д.н.э. римляне потерпели поражение и были оттеснены в Месопотамию.
Само сражение и его ход оцениваются античными историками по-разному. Некоторые античные авторы сообщают о победе римлян, по сообщению других греко-римских авторов, римская армия потерпела сокрушительное поражение, однако, все они (в частности, Дион Кассий, Плутарх) сходятся в том, что занять «армянский Карфаген» — Арташат Лукуллу не удалось, а римской армии пришлось повернуть назад и начать отступление из Армении.
Так, по сообщению Диона Кассия, в этом сражении римская армия была фактически разгромлена, понеся огромные потери. Многие солдаты раненые погибли, а остальные в любом случае были изувечены, из-за чего Лукулл оказался вынужденным начать отступление в Нисибин (в Месопотамию). Само сражение, по сообщению Диона Кассия, началось с тяжелой битвы римской и армянской кавалерий, далее армянская кавалерия, не вступая в рукопашную, подвергла римскую пехоту обстрелу отравленными стрелами со слабоприкрепленными наконечниками, которые при попадании практически нельзя было изъять из тела. Фактически армянская армия предвосхитила свойственную восточным армиям тактику, в соответствии с которой тяжелая кавалерия уничтожает конницу противника, добивая пехоту стрельбой из луков.
Далее Диона Кассий сообщает о том, что по сути произошло обрушение и фрагментация римского фронта в регионе: сам Лукулл отступил в Месопотамию; другой римский военачальник Луций Фанний до получения помощи был окружен и осажден Тиграном; перебежчик Манкей, командовавший греческим гарнизоном Тигранокерта, и открывший ворота столицы римлянам, бежал в Киликию, оставив Лукулла, нарушилось управление и связь между Лукуллом и войсками позднее разгромленных Фабия, Триария,  расквартированных в Малой Азии, и Манцием Рексом, чья армия находилась в Киликии (последний отказав в помощи Лукуллу, позже пытался дать сражение Тиграну, идущему на марше, однако потерпел поражение).
Дион Кассий сообщая о тяжелом поражении Лукулла под Арташатом, пишет следующее:

В этом сражении вражеская конница задала римской тяжелую работу, но никто из врагов не приблизился к пехоте; действительно, всякий раз, как пехотинцы Лукулла шли с конницей, враг обращался в бегство. Не получая никакого ущерба, они, тем не менее, продолжали стрелять назад в преследователей, убивая некоторых на месте и серьезно раня многих. (2) А эти раны были опасными и трудно излечимыми, поскольку они использовали двойные наконечники для стрел, еще и смазывая их ядом, так что стрелы, если они застревали где-то в теле или даже были извлечены, вскоре убивали, так как второй наконечник, будучи плохо закрепленным, оставался в ране. Поскольку многие получили ранения и некоторые из них умерли, а остальные в любом случае были изувечены, и поскольку запасы провианта подходили к концу, Лукулл ушел с этого места и повел армию к Нисибису
Плутарх сообщая о победе римлян на поле боя, и объясняя римское отступление в Месопотамию  из-за рано наступивших холодов, так же пишет о начавшемся бунте среди римских солдат, отказе дальнейшего наступления на Арташат, утрате Лукуллом контроля и управления над войсками. Описывая ход сражения, Плутарх, в отличие от Диона Кассия, повествует по сути о том, что Тигран применил эллинистическую военную тактику, основанную на использовании фаланги и последующего удара кавалерии. Он сообщает, что Тигран призвал самые воинственные племена своего царства — иберийских копейщиков, мардийских (мидийских) конных лучников. Войском, вставшим против римлян, командовали три царя: сам Тигран Армянский, Митридат Понтийский и атропатенский царь (вероятно, зять и вассал Тиграна — царь Митридат Мидийский). Плутарх пишет о том, что при римском кличе Митридат Понтийский бежал с поля боя, а иберийские копейщики не оправдали надежд Тиграна, также бежав с поля боя после первой стычки с римлянами. Далее в бой вступила бронированная кавалерия Тиграна, чьим грозным видом и численностью Лукулл был устрашен, отозвав свою конницу. По версии Плутарха, в последующем сражении римляне сразу атаковали атропатенские силы, обратив их в бегство, сражение же продлилось до поздней ночи, пока римляне уничтожали противников и брали пленных, в том числе знатных.
Тем не менее, далее и Плутарх сообщает об утрате контроля Лукуллом над войсками и начале бунта в войсках из-за попыток принудить дальше вести наступление на Арташат, и сообщает следующее:

Поэтому после сражения они всего несколько дней шли за Лукуллом, а затем начался ропот. Сначала они обращались к нему с просьбами через военных трибунов, но затем их сходки стали уже более буйными, и ночью они кричали по своим палаткам, а это служит признаком близкого бунта в войске. И хотя Лукулл перепробовал множество настоятельных увещаний, упрашивая их запастись терпением, пока не будет взят «армянский Карфаген» и стерто с лица земли это творение злейшего врага римлян (он имел в виду Ганнибала), ничто не помогало, и он вынужден был повернуть назад. На обратном пути он перешел через Тавр другими перевалами и спустился в плодородную и теплую страну, называемую Мигдонией. В ней находится большой и многолюдный город, который варвары зовут Нисибидой, а греки — Антиохией Мигдонийской
Поражение римлян под Артаксатой в 68 году создало предпосылки для нового похода в Малую Азию, в результате которого Тигран II освободил многие владения Понтийского царства.

## Поход против римлян в Малую Азию
С наступлением зимы Тигран и Митридат наносят удар по растянувшимся коммуникациям Лукулла и вытесняют римскую армию из Армении. Изгнав римлян, престарелый армянский монарх совершает новый опустошительный поход в Малую Азию, разгромив римскую армию полководцев Фабия и Триария. Армянские войска совместно с понтийскими отвоевали Понт. Плутарх сообщает следующее:

Триарий из честолюбия захотел, не дожидаясь Лукулла, который был близко, добыть легкую, как ему казалось, победу, но вместо этого потерпел крупное поражение: как передают, в битве полегло более семи тысяч римлян, в числе которых было сто пятьдесят центурионов и двадцать четыре военных трибуна
После изгнания из Армении, уже на территории Малой Азии, как сообщает Дион Кассий, потерпел поражение от войск Тиграна и его вассалов сам Лукулл. В этом сражении против Лукулла войском командовал зять и вассал армянского царя Митридат Мидийский ("другой Митридат из Мидии", как его обозначат Дион Кассий).
Дион Кассий об этом поражении Лукулла сообщает следующее:

В этот момент прибыл Лукулл, и некоторым казалось, что он легко победит Митридата и отвоюет утраченное, однако он ничего не добился. (2) Митридат, окопавшийся на высоте около Талауры, не желал выходить против него, а другой Митридат из Мидии, зять Тиграна, внезапно напал на римлян, пока они были рассеяны, и многих перебил; также было объявлено о приближении Тиграна, и в армии поднялся бунт
По свидетельству Апиана и Плутарха, других античных авторов Тигран в этом походе вновь опустошает Каппадокию, уводя множество пленных.
О данных событиях и катастрофическом положении Лукулла и римских войск Плутарх сообщает следующее:

Ему пришлось мириться с тем, что Тигран опустошает Каппадокию, что к Митридату вернулась прежняя дерзость — к Митридату, о котором он доносил сенату, что с ним покончено! После этого донесения из Рима были отправлены должностные лица в количестве десяти человек для устройства дел в Понте, как в стране окончательно покоренной, а когда они явились, им пришлось убедиться, что Лукулл даже над самим собою не властен — им, как хотят, помыкают его солдаты
Таким образом, после поражения Лукулла в Армении и последовавшего контрнаступления Тиграна, все прежние победы Лукулла над Митридатом оказались бесплодными, завоевания утраченными. Сенат снимает с должности потерпевшего поражение и утратившего контроль над армией Лукулла. На его место был назначен консул Мания Ацилия Глабриона, который также ничего не добившись, возвращает управление войсками Лукуллу, а тот в свою очередь передает командование Помпею.

## Противостояние Тиграна II с коалицией Рима и Парфии
Тем временем, воспользовавшись армяно-римской войной, против господства Армении выступили парфяне, подстрекаемые Римом. Тигран вновь разгромил их войска и обратил в бегство.
Казалось ситуация благоприятствовала Тиграну. Однако в 66 году до н. э. новый римский полководец, Гней Помпей Великий, к которому за помощью обратился младший сын Тиграна II, восставший против своего отца, привёл в Армению 50-тысячное войско. Митридат же был окончательно разбит римлянами, бежал в Боспорское царство и там покончил жизнь самоубийством. Тигран II оказался не в состоянии вести войну сразу против двух могущественных держав — Рима и Парфии. К тому же против него восстала и часть армянской знати, а также население многих завоёванных армянским царством стран и городов. В связи с этим армянскому царю пришлось подписать в 66 году до н. э. договор с Помпеем, по которому Тигран сохранил за собой лишь Армянское нагорье и часть земель, захваченных у Парфии. Кроме того, он получил восточную часть Малой Армении, принадлежавшей до того Митридату VI. Сирия, Коммагена и Киликия попали под власть Рима. Тигран II выплатил 6 тыс. талантов контрибуции, сохранил за собой титул царя царей и был провозглашён «другом и союзником римского народа» (socius et amicus populi Romani), что обеспечивало ему защиту Римской республики от посягательств парфян. Из состава Великой Армении Помпей выделил Софену, которая вначале была отдана Тиграну Младшему, а потом, когда Тигран Младший оказался недостаточно послушным Помпею, была передана царю Каппадокии.
Потерпев поражение от Рима и Парфии в борьбе за статус мировой державы, Армения на протяжении длительного времени продолжала оставаться сильным государством. Римский историк I века н. э. Гней Помпей Трог так описывает Армению:

Нельзя обойти молчанием столь большое царство, так как размеры его, после Парфии, превосходят величиной все остальные царства. (9) А именно: Армения простирается от Каппадокии до Каспийского моря на одиннадцать сотен тысяч шагов; в ширину же протяжение её семьсот тысяч шагов.— Эпитома сочинения Помпея Трога «История Филиппа» Книга XLII
Также и римский историк III н. э. Марк Юниан Юстин отмечал, что Армения являлась третьей страной по влиянию после Рима и Парфии.
Последние 10 лет правления Тиграна II были мирными, а также в эти годы, по причине его преклонного возраста, править ему помогал его сын, будущий царь Армении Артавазд II . Тигран II умер в 55 году до н. э. в возрасте 85 лет.

## Внутренняя политика

### Возведение городов. Тигранакерт — новая столица империи
Значимым достижением Тиграна становится основание столичного города Тигранакерта, связанного с проведением политики насаждения и развития в Армении эллинизма и эллинистической культуры. Позаботившись об организационной структуре своего царства, Тигран начал строить свою столицу Тигранакерт (близ нынешнего Фаркина в Южной Турции, ныне Диярбакыр), которая должна была стать политическим, культурным и экономическим центром нового государства. Прежняя столица Артаксата (Арташат) на реке Аракс и столица Селевкидов Антиохия не удовлетворяли его целям, поскольку находились, соответственно, на северо-восточных и западных границах его новообретённой империи. Антиохия и другие крупные города Сирии имели ещё тот недостаток, что могли привести к отрыву Тиграна от его базы в Армении, которая продолжала быть основой его власти и военных успехов.
Греческие и римские историки, описывающие кампании Лукулла в Армении и овладение Тигранакертом, дали подробные сведения о новой столице. Согласно Аппиану, Тигранакерт был окружён стеной в 50 кубитов (локтей) высотой, которая была столь широкой, что внутрь её были встроены конюшни для лошадей. Неподалёку от городских стен, снаружи, располагался царский дворец, вокруг которого были созданы охотничьи парки и пруды для рыбной ловли. Ещё поблизости был выстроен сильно укреплённый замок. В «Анналах» Тацит описывает Тигранакерт, как «город, располагавший многочисленными защитниками и мощными стенами. К тому же часть городских укреплений обтекает довольно широкая река Никефория, а там, где её течение не обеспечивает надёжной защиты, вырыт огромный ров». Однако сам город, в отличие от древних Ниневии или Вавилона, был довольно компактным. По всей видимости, и по плану, и по своему торгово-ремесленному характеру он был непохож на обычные эллинские города Малой Азии и Сирии.
Кроме стольного города Тигранакерта, построенного в провинции или губернии Алдзник, великий царь основал ещё 6 городов, носящих своё имя: один из них — в провинции или губернии Арцах, второй — в провинции или губернии Утик, третий — в уезде Гохтан или Голтан губернии Сюник, остальные в Северной Месопотамии, в Мидии, и в других областях и краях своей обширной державы.
Для противодействия господствовавшему иранскому влиянию и в целях дальнейшей эллинизации старого быта, в Тигранакерт было переселено большое количество населения покорённых эллинистических городов. Также Тигран переселил много евреев, насильно угнал в Тигранакерт жителей разорённых городов Каппадокии и Коммагены, которые были им покорены около 77 года до нашей эры. Страбон пишет: «Тигран, царь армянский, поставил их в тяжёлое положение во время набега на Каппадокию; царь изгнал всех мазакенов в Месопотамию, составив из них население Тигранакерта. Впоследствии, после взятия Тигранакерта, те, кто был в состоянии, вернулись на родину».
В другом месте своей «Географии» Страбон утверждает, что Тигран переселил в свою столицу жителей 12 греческих городов, в то время как Аппиан оценивает число насильственно переселённых из Каппадокии и Киликии в 300 тысяч. Плутарх упоминает, что кроме греков из Киликии, Тигран перевёл в Тигранакерт население разорённых районов Адиабены, Ассирии, Кордуены и Каппадокии: «Из других народов он согнал с прежних мест также кочевые племена арабов, которых поселил поближе к своей столице, чтобы использовать их для торговых надобностей.». Плутарх добавляет также, что «Тигранокерты изобиловали сокровищами и дорогими приношениями богам, ибо частные лица и правители наперебой расширяли и украшали город, желая угодить царю».
Аппиан сообщает следующее:

Он окружил город стенами высотой 50 локтей, в толще их было устроено много лошадиных стойл; в предместье города он воздвиг дворец с большими парками, с охотничьими левами и озёрами. Рядом было воздвигнуто сильное укрепление.— Аппиан. Римская история. Митридатовы войны.

## Образ Тиграна Великого в мировом искусстве
Многие известные классики мирового искусства посвятили произведения Тиграну Великому.
5 мая 1719 года в Гамбурге в зале Gänsemarkt впервые прозвучала опера Вивальди «Тигран» под немецким названием «Die über Hass und Liebe siegende Beständigkeit, oder Tigranes, König von Armenien».
Глюк и Пиччинни также были вдохновлены образом «Тиграна», и каждый из них создал оперу на этот сюжет: Глюк в 1743 году, Пиччини — в 1761 году.
Из дошедших до нас опер на сюжет «Тиграна» хронологически первой является «Tigran, rè d’Armenia» Альбинони, написанная по либретто Джулио Чезаре Корради, которая была поставлена в 1697 году во время весенних празднеств Масленицы на сцене Театра Святого Кассиана (Teatro di San Cassiano) в Венеции.
Иоганн Адольф Хассе — автор около 80 опер в итальянском стиле, среди которых одна — на сюжет царя Тиграна, поставленная 4 ноября 1723 года в Неаполе, на сцене Театра Святого Варфоломея (Teatro San Bartolomeo).
На данный момент специалистами насчитывается 25 опер, написанных классиками мирового искусства и посвящённые Тиграну Великому.
1. Альбинони, Томазо Джованни, Венеция, Карнавал 1697, Театр Сан Кассиано (livret de Corradi Giulio Cesare. Venise, Carnaval 1697, Teatro San Cassiano).
2. Бонончини, Антонио Мария, Вена, 25 июля 1710, Театр делла Фаворита (livret de Bernardoni Pietro Antonio. Wien, 25/07/1710, Teatro della Favorita).
3. Скарлатти, Алессандро (1660—1725), Неаполь, 16 февраля 1715, Театр Сан Бартоломео (livret de Lalli Domenico. Naples, 16/02/1715, Teatro San Bartolomeo).
4. Вивальди, Антонио (1678—1741), Гамбург, 5 мая 1719, Генземаркт (livret de Silvani Francesco. Hamburg, 05/05/1719, Gänsemarkt).
5. Гендель, Георг Фридрих (1685—1759), Лондон, 27 апреля 1720, Королевский театр, опера РАДАМИСТ (livret de Lalli Domenico. London, 27/04/1720, King’s Theatre (opera «Radamisto»)).
6. Хассе, Иоганн Адольф (1699—1783), Неаполь, 4 ноября 1723, Театр Сан Бартоломео (livret de Silvani Francesco. Naples, 04/11/1723, Teatro San Bartolomeo).
7. Паганелли, Джузеппе Антонио (итал. Giuseppe Antonio Paganelli; 1710—1763), Венеция, 10 февраля 1733, Театр Сан Анджело (livret de Silvani Francesco. Venise, 10/02/1733, Teatro San Angelo).
8. Лапис, Санто[нем.] (1725—1764), Прага, 1738 (livret de Silvani Francesco. Prague, 1738, Sporck’s Theatre).
9. Арена, Джузеппе?! (итал. Giuseppe Arena; 1713—1784), Венеция, 18 декабря 1741, Театр Сан Джио Грисостомо (livret de Silvani Francesco.Venise, 18/12/1741, Teatro San Gio Grisostomo).
10. Глюк, Кристоф Виллибальд, Крема, 26 сентября 1743, Общественный театр (livret de Silvani Francesco. Crema, 26/09/1743, Teatro Pubblico).
11. Палелия, Антонио (итал. Antonio Palella; 1692—1761), Неаполь, 4 ноября 1745, Театр Сан Карло (livret de Silvani Francesco. Naples, 04/11/1745, Teatro San Carlo).
12. Лампуньяни, Джованни Батиста (итал. Giovanni Battista Lampugnani; 1708—1788), Венеция, 10 мая 1747, Театр Сан Анджело (livret de Silvani Francesco. Venise, 10/05/1747, Teatro San Angelo).
13. Каркани, Джузеппе (итал. Giuseppe Carcani; 1703—1789), Милан, февраль 1750, Герцогский театр (livret de Silvani Francesco. Mailand 02/1750, Teatro Ducale).
14. * Каркани, Джузеппе, Генуя, осень 1750, Театр Сан Агостино (Livret de Silvani Francesco. Genua, Gênes, automne 1750, Teatro San Agostino).
15. * Каркани, Джузеппе, Лейпциг, 1751 (Livret de Silvani Francesco. Lepzig, 1751).
16. * Каркани, Джузеппе, Гамбург, 4 мая 1752, Опера бай Генсемаркт (Livret de Silvani Francesco. Hamburg, 04/05/1752, Oper bei Gänsemarkt).
17. * Каркани, Джузеппе, Венеция, 7 мая 1755, Театр Сан Самуэль (Livret de Silvani Francesco. Venise, 07/05/1755, Teatro San Samuele).
18. Челоньяти, Иньяцио (итал. Ignazio Celoniati; 1740—1784), Пезаро, Карнавал 1757, Татр дел Соле (Livret de Silvani Francesco. Pesaro, Carnaval 1757, Teatro del Sole).
19. Пиччинни, Никколо, Турин, Карнавал 1761, Королевскоий театр (Livret de Silvani Francesco. Turin, Carnaval 1761, Teatro Regio).
20. Тоцци, Антонио, Венеция, 19 мая 1762, Театр Сан Анджело (Livret de Silvani Francesco. Venise, 19/05/1762, Teatro San Angelo).
21. Колла, Джузеппе (итал. Giuseppe Colla; 1731—1806), Парма, Карнавал 1767, Татр Сан Анджело (Livret de Silvani Francesco. Parme, Carnaval 1767, Teatro San Angelo).
22. * Diverse Гульельми Ламбуньяни (Guglielmi Lambugnani, 1728—1804), Лондон, 17 октября 1767, Хай Маркет (Livret de Silvani Francesco. London, 27/10/1767, Hay Market).
23. Неизвестный автор ? . Флоренция, 26 декабря 1770, Театр делла Пергола (Livret de Silvani Francesco. Florence, 26/12/1770, Teatro della Pergola).
24. * Diverse. того же автора: Генуя, 1782, Театр Сан Агостино (Livret de Silvani Francesco. Genua, Gênes, 1782, Teatro San Agostino).
25. Ригини, Винченцо, Берлин, 20 января, 1800, Королевский национальный театр (Livret de Filistri. Berlin, 20/01/1800, Königliches Nationaltheater).

## В литературе
Правлению Тиграна II посвящён роман 1972 года Тигран Великий. Помимо этого фигурирует в романах австралийской писательницы Колин Маккалоу из цикла «Владыки Рима»: «Битва за Рим» и «Фавориты Фортуны».

## Интерпретация исторической роли Тиграна Великого в армянской историографии
Внутренняя и внешняя политика Тиграна II Великого (95—55 гг. до н. э.) была подчинена задаче укрепления безопасности и защиты независимости Армянского государства. Его государственная деятельность исходила из системы-доктрины военно-политических принципов, в основе которой лежала идея обеспечения оборонной и экономической мощи царства Великой Армении. Внутренняя военно-политическая направленность политики Тиграна II Великого была центростремительной, активно-оборонительной, а внешняя — наступательной. Тем самым стало возможным обеспечить территориальную целостность царства Великой Армении при последовавших геополитических изменениях. Тигран II Великий продолжил цивилизаторские традиции на более широком международном поприще — развитие градостроительства, торговли и покровительство науки и искусства. Наследие Тиграна Великого в истории Армении овеяно славой предков и величайшей ответственностью за неё.

## Комета Галлея
Появление в 87 году до н. э. кометы Галлея могло найти отражение на монетах армянского царя Тиграна Великого, корону которого украшает «звезда с изогнутым хвостом».

## Галерея

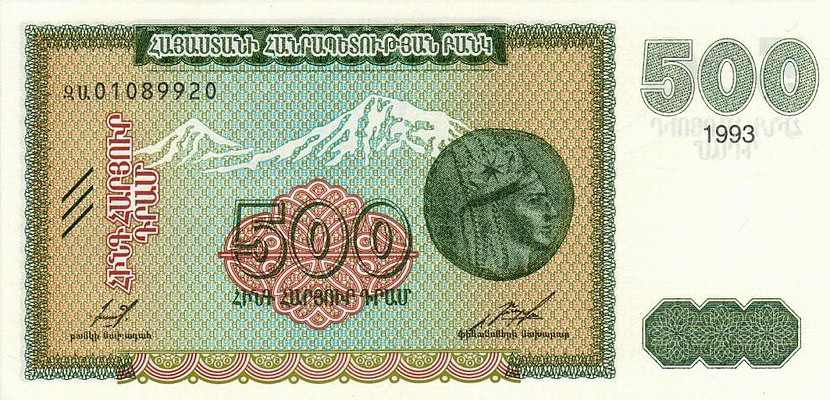
500-драмовая купюра Республики Армения 1993 года с изображением Тиграна Великого
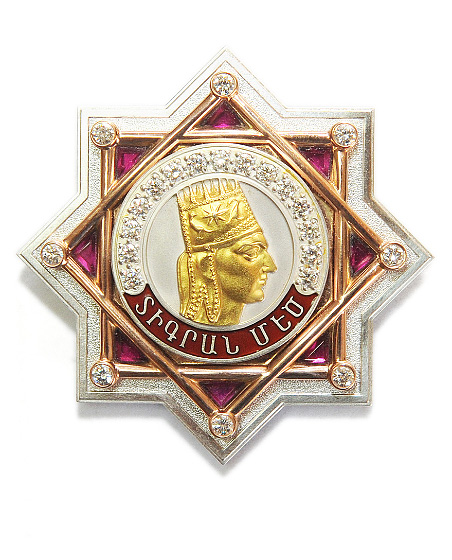
Знак Ордена Тиграна Великого
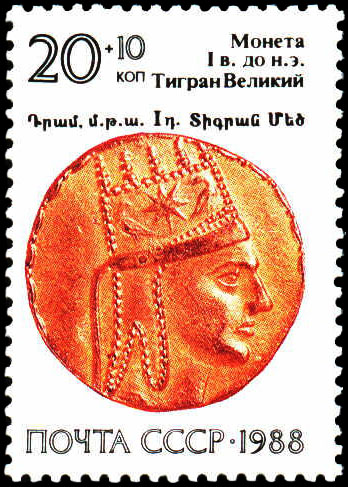
Почтовая марка СССР, 1988 год